# Babyland General Hospital

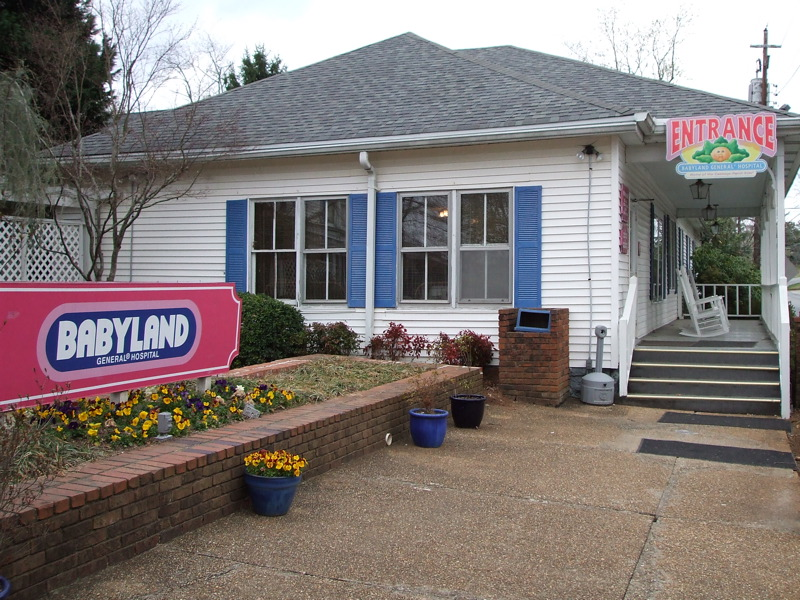
La struttura originale (1978-2007)

Babyland General Hospital è un parco a tema di Cleveland in Georgia.

## Storia
Nacque da un'idea di Xavier Roberts, che volle trasformare l'edificio che aveva ospitato una vecchia clinica, la L.G. Neal Clinic, in un locale commerciale per i Cabbage Patch Kids, le popolari bambole lanciate negli anni 1980; originariamente esse erano chiamate "Little People". Il sito, oltre a svolgere le normali funzioni di un negozio, è presentato come il luogo di nascita, di cura neonatale e di adozione delle bambole. I visitatori possono assistere a un breve spettacolo, in cui un attore vestito da infermiere inscena la nascita di un Cabbage Patch Kid che sbuca da un cavolo, finge di visitarlo e gli presta le prime cure. I certificati inclusi nelle confezioni delle bambole commercializzate in tutto il mondo portano i sigilli del Babyland General Hospital, che è indicato come il luogo di nascita delle bambole, qualunque sia il luogo di effettiva fabbricazione.
Nel 2002 il Babyland General Hospital fu indicato tra le dieci migliori destinazioni per il turismo del giocattolo da Travel Channel.
Nonostante i Cabbage Patch Kids abbiano conosciuto alti e bassi nella loro popolarità, il Babyland General Hospital è rimasto sempre aperto ed è stata meta di molti visitatori, fra cui alcuni fan irriducibili e molti bambini. 
Nel 2009 il Babyland General Hospital si è trasferito in locali più grandi, sempre a Cleveland. La nuova struttura, oltre ai locali commerciali, ospita uffici, un archivio storico, un centro congressi e i magazzini; intende essere riconosciuta come la "casa" dei Cabbage Patch Kids e dei loro "genitori adottivi".